# Fulton (CDP)
Fulton es un lugar designado por el censo ubicado en el condado de Rock en el estado estadounidense de Wisconsin. En el Censo de 2020 tenía una población de 117 habitantes y una densidad poblacional de 260 personas por km².
Se encuentra a 5,6 km al suroeste de Edgerton. El río Yahara desemboca en el río Rock, justo aguas abajo de Fulton. Fue incluida por primera vez como CDP antes del censo de 2020.

## Geografía
Fulton se encuentra ubicado en las coordenadas 42°48′29″N 89°07′39″O / 42.80806, -89.12750. Según la Oficina del Censo de los Estados Unidos, tiene una superficie total de 0,45km², de la cual 0,41 km² corresponden a tierra firme y 0.04 km² es agua.